# Ѡ
Ꙍ (kleingeschrieben ꙍ) ist ein Buchstabe des frühen kyrillischen Alphabets. Er entspricht dem griechischen Buchstaben Omega, wird aber heute nicht mehr benutzt, da er redundant zum О ist. Im altkirchenslawischen Alphabet hatte der Buchstabe den Namen ѡтъ (ot), der Name Omega für den kyrillischen Buchstaben kam erst später in Gebrauch. Auch die Buchstaben ѡ, Ѡ, ѻ, Ѻ und ѽ, Ѽ entsprechen dem griechischen Buchstaben Omega. 

## Glagolitisches Alphabet
Als früheste Version des Omega lässt sich der glagolitische Buchstabe Ⱉ klassifizieren. Dieser Buchstabe stand an der 25. Position des glagolitischen Alphabets und war vom Aussehen her eine abgeänderte Version des О. Im Gegensatz zum Griechischen jedoch war das Ⱉ auch in der Aussprache mit dem О identisch, beide wurden /⁠ɔ⁠/ ausgesprochen. Der Buchstabe besaß einen Zahlenwert von 700 im glagolitischen Zahlensystem.

## Kyrillisches Alphabet
Dieser Zustand änderte sich im kyrillischen Alphabet nicht und das Ꙍ war weiterhin redundant zum О, so dass er hauptsächlich als Zahlzeichen für die Zahl 800 im kyrillischen Zahlensystem verwendet wurde. In Wörtern, selbst solcher griechischer Herkunft, wurde das О bevorzugt. Die Sortierung des Ꙍ im Alphabet war uneindeutig: manche sortierten es mit oder nach dem О, andere ganz am Ende des Alphabets, vor den Nasalvokalen.
In späteren Texten trat das Ѡ hauptsächlich als stilisches Mittel anstelle eines О auf. Es hatte zwei verschiedene Formen: das Ѡ, dessen Aussehen an ein W erinnert, und das Ꙍ, welches entfernt wie ein auf dem Kopf stehendes griechisches Omega aussieht. Auf dem Ꙍ basierend entstand auch der zusätzliche Buchstabe Ѽ, welcher für den Ausdruck „O!“ steht.
Basierend auf dem Omega entstand außerdem der Buchstabe Ѿ, eine vertikale Ligatur von Omega und Т. Dieser Buchstabe wurde hauptsächlich als Präposition verwendet.

## Zeichenkodierung
Unicode kodiert alle genannten Varianten separat:
- Das W-förmige Omega, Ѡѡ
- Das „hübsche“ Omega, Ѽѽ
- Die Ligatur Ot, Ѿѿ
- Das „breite“ Omega, Ꙍꙍ

| Standard  | Standard    | Majuskel Ѡ                    | Minuskel ѡ                  | Majuskel Ѽ                               | Minuskel ѽ                             |
| --------- | ----------- | ----------------------------- | --------------------------- | ---------------------------------------- | -------------------------------------- |
| Unicode   | Codepoint   | U+0460                        | U+0461                      | U+047C                                   | U+047D                                 |
| Unicode   | Name        | CYRILLIC CAPITAL LETTER OMEGA | CYRILLIC SMALL LETTER OMEGA | CYRILLIC CAPITAL LETTER OMEGA WITH TITLO | CYRILLIC SMALL LETTER OMEGA WITH TITLO |
| UTF-8     | UTF-8       | D1 A0                         | D1 A1                       | D1 BC                                    | D1 BD                                  |
| XML/XHTML | dezimal     | &#1120;                       | &#1121;                     | &#1148;                                  | &#1149;                                |
| XML/XHTML | hexadezimal | &#x0460;                      | &#x0461;                    | &#x047C;                                 | &#x047D;                               |

| Standard  | Standard    | Majuskel Ѿ                 | Minuskel ѿ               | Majuskel Ꙍ                          | Minuskel ꙍ                        |
| --------- | ----------- | -------------------------- | ------------------------ | ----------------------------------- | --------------------------------- |
| Unicode   | Codepoint   | U+047E                     | U+047F                   | U+A64C                              | U+A64D                            |
| Unicode   | Name        | CYRILLIC CAPITAL LETTER OT | CYRILLIC SMALL LETTER OT | CYRILLIC CAPITAL LETTER BROAD OMEGA | CYRILLIC SMALL LETTER BROAD OMEGA |
| UTF-8     | UTF-8       | D1 BE                      | D1 BF                    | EA 99 8C                            | EA 99 8D                          |
| XML/XHTML | dezimal     | &#1150;                    | &#1151;                  | &#42572;                            | &#42573;                          |
| XML/XHTML | hexadezimal | &#x047E;                   | &#x047F;                 | &#xA64C;                            | &#xA64D;                          |